# هيلين سميث

كتاب يتحدث عن قصة الممرضة

هيلين سميث (بالإنجليزية: Helen Smith) (1956 - 1979), ممرضة بريطانية توفيت في ظروف غامضة بمدينة جدة، المملكة العربية السعودية.
وقد أُلِّف ثلاثة كتب عن هذه القضية، هي: الكابوس العربي لريتشارد ارنوت - صاحب الشقة - ولعبة العدالة لجيفري روبرتسون، والثالث هو الأشهر وهو قصة هيلين سميث لبول فووت.